# 알렉스 디미트리아디스

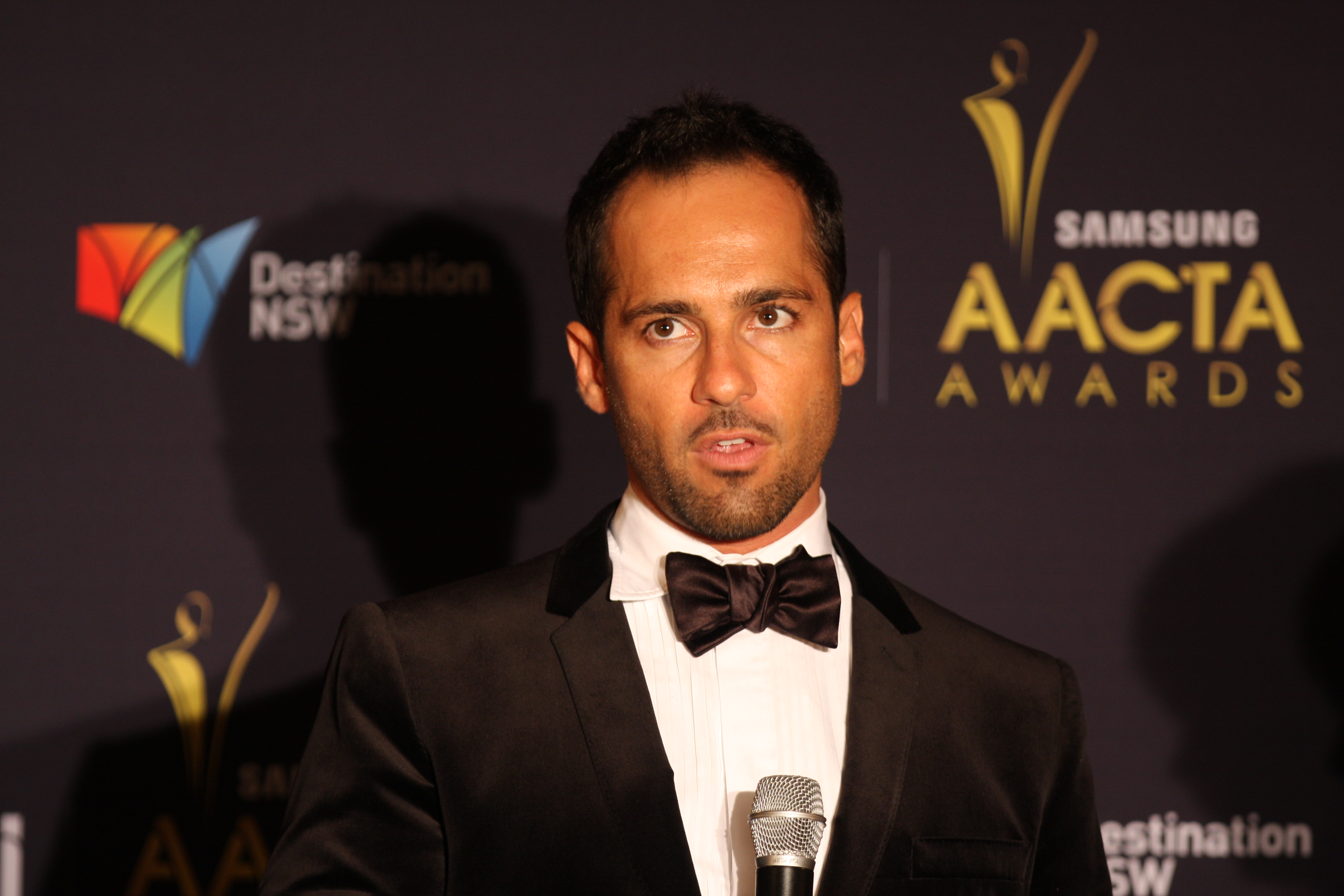

앨릭스 디미트리아더스(Alex Dimitriades, 1973년 12월 28일 ~ )는 오스트레일리아의 배우이다.
시드니에서 태어났다.

## 출연 작품

### 영화
- 과외 수업 (1993, The Heartbreak Kid)
- 헤드 온 (1998)
- 어느 스페인 여인의 이민사 (2001, La Spagnola)
- 고스트 쉽 (2002) - 샌토스 역
- 서브테라노 (2003)
- 듀스 비갈로 2 - 유로피안 지골로 (2005)
- Checkpoint (2006) - 단편
- Three Blind Mice (2008)
- Summer Coda (2010) - 마이클 역
- 인피니트 맨 (2014, The Infinite Man ) - 테리 역
- Carlotta (2014)
- Ruben Guthrie (2015)

### 텔레비전
- 네이버스 (1996)
- 파스케이프 (2000)
- 그리고 파티는 끝났다 (2011)
- 원티드 (2016)